# Chiesa di San Paolo di Barete
La chiesa di San Paolo di Barete è un edificio religioso dell'Aquila, situato nel quarto di San Pietro. 
Deve la sua realizzazione agli abitanti del castello di Barete, che contribuirono così alla fondazione della città nel XIII secolo. Fu radicalmente ricostruita successivamente al terremoto dell'Aquila del 1703, in seguito al quale fu modificato l'impianto originale mediante anche l'inversione della facciata.

## Storia
L'edificazione di una chiesa ad opera dei castellani di Barete è attestata sin dai primissimi anni successivi alla fondazione dell'Aquila, poiché già nel 1257 è documentata l'esistenza di un arciprete baretano residente in città.
Nella sua prima fase costruttiva, l'edificio era orientato in maniera opposta all'attuale, con la facciata principale rivolta a meridione verso via Barete; questa conformazione riflette una maggiore importanza sostenuta in origine dall'asse di via Forcella e via Barete rispetto a quello attuale di via Roma. L'originaria facciata era evidenziata da una piazza con fontana — consueto topos dell'architettura religiosa aquilana — chiusa in basso dalla chiesa dei Santi Cosma e Damiano nel locale di Cagnano Amiterno, oggi scomparsa.
San Paolo rimase danneggiata dai terremoti del 1349 e, soprattutto, del 1461, in seguito al quale l'edificio fu largamente rimaneggiato seppur mantenendo l'impianto originario, come documentato dall'Antinori. Nel XVI secolo la chiesa venne abbellita con un tabernacolo e tre dipinti ad opera di Tobia Cecchini.
L'edificio fu completamente ricostruito in seguito al terremoto dell'Aquila del 1703, probabilmente perché crollato a causa del sisma. Della struttura precedente sopravvisse solamente il transetto, all'interno del quale si innestò un nuovo vano a pianta centrale con accesso da via Roma. La ricostruzione si distinse in due fasi, la prima delle quali si concluse nel 1736 — quando venne installato il portale d'ingresso proveniente da Casa Quinzi e donato da Luigi Eustachio — mentre la successiva si sviluppò sul finire del XVIII secolo.
Subì nuovi danni con il terremoto del 2009, con crolli localizzati soprattutto nella parte dell'abside. I lavori di recupero dell'edificio si sono conclusi nel 2017.

## Descrizione
La chiesa è posta lungo via Roma, il principale decumano cittadino, all'interno del locale di Barete; è situata a poca distanza dalle mura dell'Aquila e, in particolare, dai resti di Porta Barete, che in origine costituiva il più importante degli accessi alla città.
L'edificio è probabilmente quello di minor prestigio del nucleo amiternino, riflettendo — a livello architettonico, artistico e storico — un ruolo marginale del castello di Barete rispetto a quelli di Amiterno e Coppito, rispettivamente rappresentati dalle chiese di San Biagio e San Pietro.

### Esterno
La facciata si presenta nel consueto «apparecchio aquilano», portato a vista nella porzione inferiore. Su di essa si apre un unico portale sormontato dai resti di un cornicione a tutto sesto, probabilmente l'antica finestra del transetto. È infatti da rimarcare che l'odierna facciata di San Paolo costituiva la parte terminale della chiesa duecentesca, sporgente rispetto al piedicroce ad aula unica, secondo un impianto similare a quello delle chiese di San Nicola d'Anza, San Pietro a Coppito e Santa Giusta di Bazzano.
Il portale, dalle fattezze rinascimentali, con frontone rialzato, è invece l'unico elemento superstite della Casa Quinzi, anch'essa distrutta dal sisma del 1703; nel 1736 venne installato in San Paolo per volontà di Luigi Eustachio, che lo donò alla parrocchia.
Altri deboli resti dell'edificio precedente alla ricostruzione settecentesca sono visibili nelle murature della facciata occidentale, tra via Roma e via Castiglione: si notano, tra le altre cose, un architrave di un portale preesistente ed una finestra ogivale.

### Interno
L'impianto di San Paolo, nato in seguito al terremoto dell'Aquila del 1703, è decisamente inusuale nell'ambito dell'architettura religiosa aquilana; si tratta di una pianta a croce greca, tipologia che non trova modelli similari tra gli altri edifici cittadini. La perfetta simmetria è compromessa dal solo vano aggiunto dell'abside, concepito come la prosecuzione del braccio che fronteggia l'ingresso. La croce è evidenziata da massicce paraste d'ordine corinzio che sorreggono la trabeazione e la sovrastante calotta, in corrispondenza del vano centrale, forse in sostituzione di una cupola prevista ma mai realizzata; i bracci, completati in un secondo momento, presentano una volta a botte.